# Blu-express
Blu-express — итальянская бюджетная авиакомпания, базирующаяся в Риме. Является бюджетным звеном материнской авиакомпании Blue Panorama Airlines и выполняет внутренние и международные пассажирские перевозки. Blue Panorama Airlines (собственником которой является Distal & Itr) является одним из игроков на рынке авиаперевозок в Италии.

## Пункты назначения
На февраль 2010 года регулярные перевозки авиакомпанией Blu-express выполнялись по следующим направлениям :
- Франция
  - Ницца — Ницца Лазурный Берег
- Греция
  - Миконос — Mykonos Island National Airport
- Италия
  - Кальяри — Кальяри (аэропорт)
  - Катания — Катания (аэропорт)
  - Генуя — Genoa Cristoforo Colombo Airport
  - Ламеция Терме — Lamezia Terme Airport
  - Лампедуза — Lampedusa Airport
  - Милан — Мальпенса
  - Ольбия — Ольбия
  - Палермо — Палермо
  - Пантеллерия — Пантеллерия
  - Рим — Международный аэропорт имени Леонардо да Винчи
  - Турин — Turin Caselle Airport
  - Верона — Верона
- Турция
  - Стамбул — Международный аэропорт имени Сабихи Гёкчен

## Флот

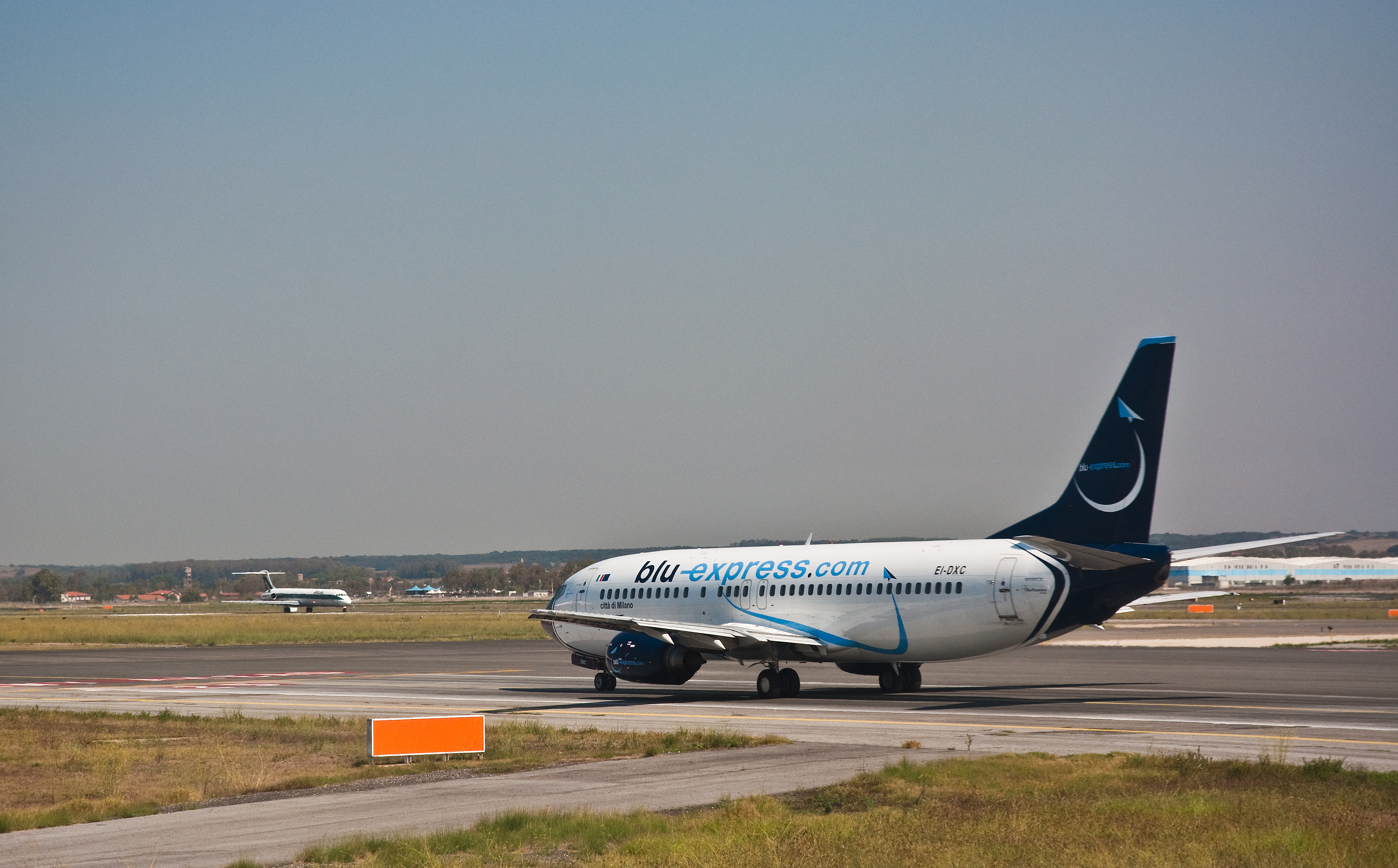
Boeing 737-300 авиакомпании Blu-express в аэропорту Фьюмичино в сентябре 2011 года

На сентябрь 2009 года флот Blu-express включал в себя:
- 3 самолёта Boeing 737—300 (регистрационные номера EI-DXB, EI-DVY и EI-EEW); рейсы Blu-express также выполняются тремя Boeing 737—400 (регистрационные номера EI-CUA, EI-CUD, EI-CUN) родительской авиакомпании Blue Panorama Airlines, и наоборот.